# Irish Open 1933
Die Irish Open 1933 waren die 27. Austragung dieser internationalen Meisterschaften von Irland im Badminton. Sie fanden in Dublin statt.	

## Finalresultate
| Disziplin    | Sieger                      | Finalist                            | Ergebnis           |
| ------------ | --------------------------- | ----------------------------------- | ------------------ |
| Herreneinzel | Willoughby Hamilton         | Arthur Hamilton                     | 15–10, 15–10       |
| Dameneinzel  | Olive Wilson                | Ada Good                            | 13–11, 11–5        |
| Herrendoppel | Thomas Boyle James Rankin   | Willoughby Hamilton Arthur Hamilton | 15–8, 1–15, 15–9   |
| Damendoppel  | Marian Horsley Olive Wilson | Rankin C. B. Alison                 | 15–6, 15–11        |
| Mixed        | James Rankin Mavis Hamilton | Arthur Hamilton J. R. Stewart       | 15–7, 13–15, 15–12 |